# Вулиця Олександра Богомольця
Ву́лиця Олекса́ндра Богомо́льця (до 2023 — Суворовська 10-та) — одна із вулиць Одеси, розташована в Пересипському районі. Названа на честь українського патофізіолога Олександра Богомольця. Бере початок від вулиці Маріупольської та закінчується перетином із вулицею Жоліо-Кюрі. Перетинається вулицями Керченською та Капітана Кузнецова. Забудована приватними будинками.

## Назва
Вулиця Суворовська 10-та була названа на честь російського полководця Олександра Суворова. У 2023 році вона була перейменована на вулицю Олександра Богомольця на честь українського вченого в галузі патофізіології та Президента Академії наук УРСР Олександра Олександровича Богомольця.